# 多緒都
多緒 都（たお みやこ、1968年1月4日 - ）は、日本の女性声優。埼玉県出身。以前は81プロデュースに所属していた。

## 出演作品

### テレビアニメ
2000年
- グラビテーション（医者）

2001年
- 砂漠の海賊!キャプテンクッパ（男の子B）
- それいけ!アンパンマン（そらまめぼうや、水の子（A）〈7代目〉）
- だぁ!だぁ!だぁ!（老婆）
- ノワール（アンリの母、女、男の子、老婆）
- パラッパラッパー（ちびっ子）

2002年
- アソボット戦記五九（マッサージおばさん）
- わがまま☆フェアリー ミルモでポン!（雪女）

2004年
- アガサ・クリスティーの名探偵ポワロとマープル（舞台女優、隣人）
- 恋風（アナウンサー、中年女性、母親）
- 最遊記RELOAD GUNLOCK（坤の母）
- NARUTO -ナルト-（うちはウルチ）

2005年
- ガラスの仮面（平成版）（山下澄江）
- マシュマロ通信（女性）

2008年
- ゴルゴ13（アン・ブラウン）

2009年
- 源氏物語千年紀 Genji（女官A、女）

### OVA
2001年
- うさぎちゃんでCue!!

2006年
- 千年の約束（主婦）- 国税庁企画 ビデオアニメ

### ドラマCD
1999年
- 最遊記RELOAD（女）

### 吹き替え
- アスファルト・レーサー
- アメリカン・ガン（若い頃のアン）
- ER緊急救命室
  - シーズン7 - 13（ドリー〈カイル・リチャーズ〉）
  - シーズン7 #1（フライトアテンダント）、#14（ラブ）
  - シーズン8 #2（ハーモニー〈エリザベス・ジャナス〉）
- 愛しのローズマリー
- エンジェル・スノー
- キンキーブーツ
- サラマンダー
- シー・オブ・ラブ ※テレビ東京版
- CSI:科学捜査班（リンゼイ）
- シャドー・オブ・ヴァンパイア（マリア）
- 射鵰英雄伝（コジン）
- 少林サッカー（リポーター）
- スパイダーマン（女子生徒）
- 戦争のはじめかた（バーマン夫人）
- ターミナル（ナディア）※ソフト版
- チーター・ガールズ
- 裸足の1500マイル
- ファイナル・オプション（ジェニー・スケルン）※DVD版
- ファントムフォース
- プリンス&ミー（クリスタ）
- マルホランド・ドライブ
- レジェンド・オブ・アロー ※NHK版